# 氯胺酮
氯胺酮（INN:ketamine，又譯為愷他命、克他明，或是口語稱K他命） 是一種解離性麻醉藥，醫療上常用於麻醉的誘導和維持，也可用於治療憂鬱症和作疼痛管理。此藥物主要的精神活性作用源於它所具有的NMDA受體拮抗劑的功能。
氯胺酮是一種解離性麻醉劑，在麻醉劑量下能產生鎮痛、鎮靜和失憶等效果，同時能維持呼吸和氣道反射，刺激心臟功能、提高血壓以及適度擴張支氣管。而在較低的亞麻醉劑量下，它則被視為一種具有前景，用於治療疼痛和難治性憂鬱症的選項。
氯胺酮因其致幻和解離特性，也被濫用，作為娛樂性用藥。作娛樂性用的氯胺酮有結晶粉末和液體兩種形式，常被使用者稱為"Special K"或"K"（另外還有K仔、K粉、克他命、小姐等俗稱）。長期重複使用的後果尚不清楚，而成為目前研究的重點。有報告顯示長期高劑量作娛樂性使用可能導致肝臟和泌尿系統毒性。
氯胺酮於1962年首次成功合成，當初的目的是從苯環己哌啶開發出一種更安全且致幻作用更少的麻醉劑。美國於1970年批准其作醫療用途。氯胺酮在獸醫學中被廣泛應用，並在越南戰爭期間大量用於外科麻醉。它已名列世界衛生組織基本藥物標準清單之中，市場上有其通用名藥物（學名藥）販售。

## 醫療用途

### 麻醉
氯胺酮的麻醉應用與其特性相符。它在不需肌肉鬆弛的短期手術中是首選藥物。

### 疼痛
氯胺酮輸注在臨床上用於急診的急性疼痛管理，以及圍術期針對頑固性疼痛患者的治療。其使用劑量低於麻醉所需，一般稱為亞麻醉劑量。研究顯示氯胺酮可作為嗎啡的輔助藥物，或是單獨使用，有助於減少術後的嗎啡用量以降低疼痛感，並減輕噁心和嘔吐。特別是對於預計術後會劇烈疼痛，或對類阿片藥物產生耐受性的患者，氯胺酮可帶來顯著的助益。

### 憂鬱症
氯胺酮是一種速效抗憂鬱藥，但效果短暫。靜脈注射氯胺酮以治療難治型憂鬱症可在4小時內將情緒改善，並在24小時達到效力高峰。單次靜脈注射氯胺酮已被證明在給藥後4.5小時即產生超過60%的反應率（24小時後仍有持續效果），7天後仍有超過40%的反應率。雖然只有少數試點研究，試圖確定最佳劑量，但越來越多的證據顯示在40分鐘內注射0.5毫克/公斤的劑量可產生最佳效果。氯胺酮的抗憂鬱效果在7天後減弱，大多數人會在10天內復發。然而對於有顯著少數的患者，改善作用可持續30天或是更長。

### 癲癇發作
氯胺酮曾被考慮作為常規治療無效癲癇重積狀態的治療選項。然而，目前支持此用途的證據僅限於個別研究案例，尚缺乏嚴謹的隨機對照試驗結果。

### 氣喘
由於氯胺酮具有潛在的支氣管擴張作用，有研究指出它可能可用於治療對標準療法沒有反應的兒童嚴重急性氣喘。不過一項由考科藍合作組織於2012年發表的評估表示，雖然相關研究所提的不良反應不多，但現有的有限證據並未顯現明確的臨床益處。

## 禁忌症
氯胺酮的一些主要禁忌症如下列：
- 嚴重的心血管疾病，如不穩定型心絞痛或控制不良的高血壓
- 顱內壓或眼壓升高（然而這些仍存在爭議，最近的研究表明可能並非如此）[34]
- 控制不良的思覺失調
- 嚴重的肝臟疾病，如肝硬化
- 懷孕
- 處於物質使用障礙狀態（連續進行氯胺酮注射中）
- 年齡小於3個月[10]

## 不良反應

根據藥物傷害專家的意見，所有非法以及合法藥物（物質）造成損害的排名中，氯胺酮排名第11（2011年）。

使用麻醉劑量的氯胺酮後，在甦醒期間，有10%至20%的成人，和1%至2%的兒童可能會出現不良的精神反應，其表現從夢境和情緒低落到幻覺和甦醒期譫妄不等。研究顯示，併用拉莫三嗪和尼莫地平有助於減輕這些精神病樣的副作用，而預先施用苯二氮平類藥物或丙泊酚也能有效對抗此類不良反應。
當使用較低的亞麻醉劑量時，精神方面的副作用則更為突出。最常見的精神副作用包括解離感、視覺扭曲和感覺減退。此外，說話困難、意識混亂、欣快感、嗜睡以及注意力不集中等情況也相當常見（發生率為20%至50%）。約有6%至10%的人會經歷幻覺。常見（發生率超過10%）的非精神副作用則有頭暈、視力模糊、口乾、高血壓、噁心、體溫升高或降低以及皮膚潮紅。所有這些不良反應在注射結束時最為明顯，但在40分鐘後會顯著減輕，並在注射完成後4小時內完全消退。

### 泌尿系統和肝臟毒性
長期且大量使用氯胺酮主要會對人體泌尿系統造成毒性，約有20%至30%的此類使用者會出現與膀胱相關的症狀。
氯胺酮的肝臟毒性通常與較高的使用劑量和重複使用有關。針對長期高劑量使用氯胺酮者的研究顯示，肝臟損傷的發生率約為10%。此外，也有案例報告，指出在慢性疼痛的氯胺酮治療過程中會觀察到肝酶升高的現象。長期濫用氯胺酮還可能引發膽絞痛、惡病體質、消化道疾病、肝膽功能障礙以及急性腎損傷等問題。

### 瀕死經驗
如果採用最寬泛的定義，大多數經歷過氯胺酮麻醉，且能記得夢境的患者都會提起瀕死經驗 (NDEs)。氯胺酮具有引發與典型瀕死經驗相似特徵的能力。一項於2019年所做的大型研究，比較藥物體驗的書面報告，發現氯胺酮體驗的記錄與瀕死經驗的記錄之間存在高度相似性，遠高於其他藥物體驗的相似程度。

### 依賴性和耐受性
氯胺酮的依賴性發生率目前尚不明確，但部分長期使用者確實會產生依賴。動物實驗也證實氯胺酮存在被濫用的風險。此外，由於鼻腔吸入後藥效會迅速顯現，而可能會提高其作為娛樂性藥物的吸引力。而藥效持續時間較短，也容易導致使用者會連續並大量使用。即使是醫療上重複使用，氯胺酮的耐受性也會快速發展，而導致需要更高的劑量才能達到原有的效果。部分每日使用的個體在嘗試停用後，曾報告出現焦慮、顫抖、出汗和心悸等藥物戒斷症狀。研究也發現經常以娛樂為目的而使用氯胺酮的人，可能會出現認知功能下降以及解離感和妄想加劇等問題。

## 交互作用
氯胺酮能增強丙泊酚和咪達唑侖的鎮靜效果。那曲酮可能會加劇低劑量氯胺酮所引起的精神病樣反應，而拉莫三嗪和尼莫地平則能減輕這些反應。在氯胺酮麻醉期間，使用可樂定有助於減少唾液分泌過多、心跳加速和血壓升高等情況，並能降低患者做惡夢的機率。.
臨床經驗顯示，苯二氮平類藥物可能會對氯胺酮的抗憂鬱作用產生負面影響。不過，大多數常見的抗憂鬱藥物似乎可與氯胺酮安全合併使用。

## 藥理學

### 藥效學

#### 作用機制
氯胺酮是等量S-氯胺酮（esketamine，艾司氯胺酮）和R-氯胺酮（arketamine，阿酮胺）兩種對映異構體的混合物。S-氯胺酮作為NMDA受體孔道阻斷劑的效力遠強於R-氯胺酮的。NMDA受體孔道受阻斷是氯胺酮產生麻醉、鎮痛和精神病樣作用的原因。阻止NMDA受體通過，可阻斷脊髓後角神經元的傷害感受性疼痛，而產生鎮痛效果。換言之，氯胺酮的作用是干擾脊髓中的疼痛信號傳遞。
至於氯胺酮如何有效緩解憂鬱症的確切機制仍在研究中，是當前醫學界關注的焦點。由於NMDA受體拮抗作用被認為是氯胺酮抗憂鬱效果的基礎，因此藥界開發出艾司氯胺酮作為一種抗憂鬱藥。
目前認為氯胺酮可能透過多種生化機制以發揮抗憂鬱作用，包括直接影響NMDA受體，以及進一步調節腦源性神經營養因子 (BDNF) 和哺乳動物雷帕黴素靶蛋白等關鍵物質。

#### 分子靶點
氯胺酮主要通過阻斷NMDA受體的離子通道來發揮藥理作用。NMDA受體是一種離子型麩胺酸受體，也是氯胺酮的主要作用靶點。

#### 濃度與效應之間的關係
研究指出，當氯胺酮的血漿濃度達到約100至250奈克/毫升（0.42–1.1微摩爾）時，患者可能會體驗到解離感和精神病樣效應。相較之下，用於治療憂鬱症的靜脈注射氯胺酮的典型劑量較低，其導致的最高血漿濃度範圍在70至200奈克/毫升（0.29–0.84微摩爾）之間。在相似的血漿濃度範圍（70至160奈克/毫升，0.29–0.67微摩爾）內，氯胺酮也展現出鎮痛的效果。

### 藥物動力學
氯胺酮同時具有水溶性和脂溶性，使其能經由多種途徑被人體吸收。靜脈注射的生物利用度定義為100%，肌肉注射的生物利用度稍低，約為93%，硬膜外注射則為77%。雖然皮下注射的生物利用度尚未被精確測量，但一般認為其吸收率較高。在非侵入性給藥方式中，鼻腔給藥的生物利用度最高，達到45-50%，而口服給藥的生物利用度則最低，僅為16-20%。舌下和直腸給藥的生物利用度則介於兩者之間，大約在25-50%。

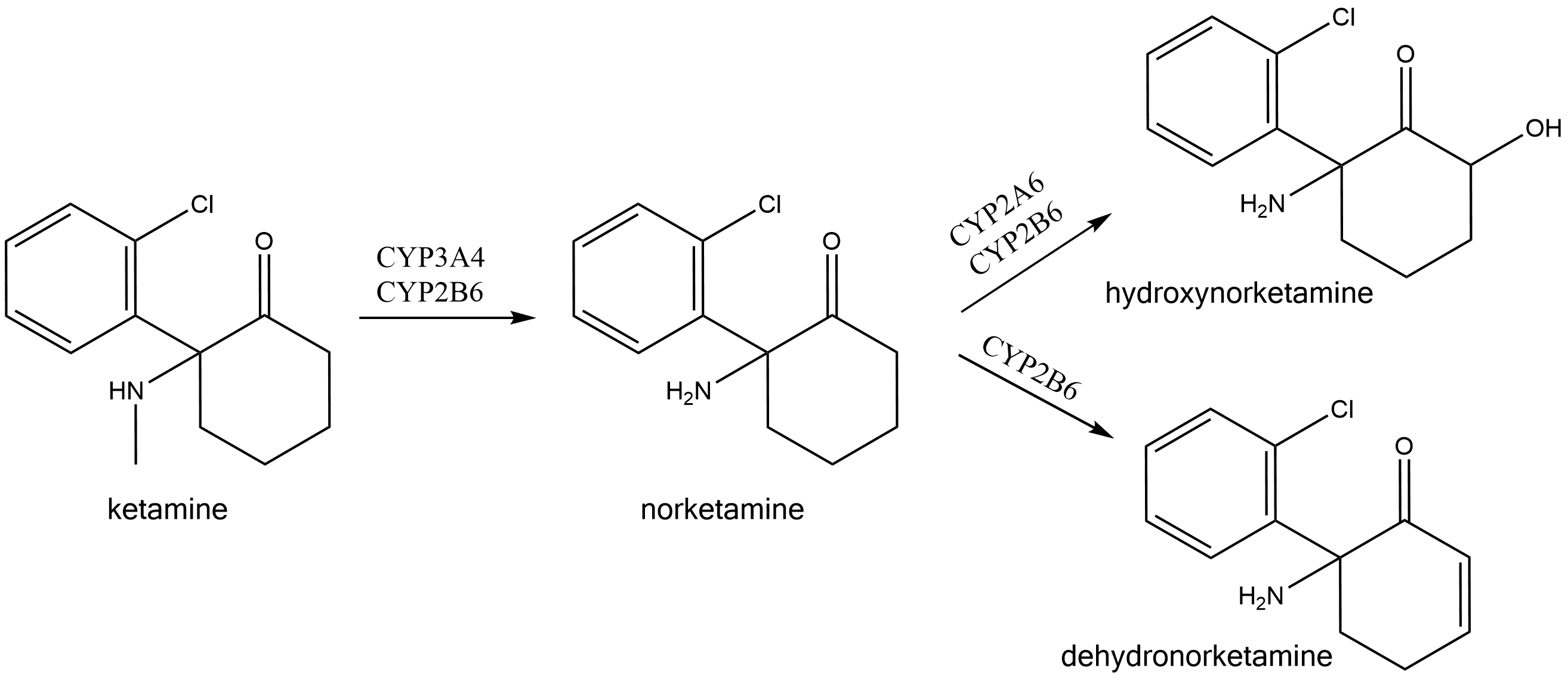
氯胺酮主要的代謝途徑。

## 化學特性

### 結構
從化學結構來看，氯胺酮屬於芳基環己胺類化合物。此外，氯胺酮還是一種具有手性的分子。

### 檢測
為確認住院病人是否氯胺酮中毒、在藥駕逮捕案件中提供證據，或協助法醫進行死亡調查，可對其血液或血漿中的氯胺酮含量進行定量分析。一般來說，在全身麻醉期間接受治療劑量的患者，血液或血漿中的氯胺酮濃度約為每升0.5至5.0毫克，因藥駕被捕的人，其濃度通常為每升1至2毫克；而急性致命性過量服用者的濃度則可能高達每升3至20毫克。尿液通常是常規藥物使用監測的更適合檢體。此外，檢測到具有藥理活性的代謝物去甲氯胺酮，也有助於證實曾攝入此藥物。

## 歷史
氯胺酮由賓州立大學克雷格教授研發。於1962年交由Parke-Davis藥廠（目前為輝瑞的子公司）開發，作為較安全的麻醉藥，以取代當年副作用甚高（如產生幻覺、神經毒性及癲癇發作等）的苯環己哌啶（PCP，"天使塵"）。首次廣泛應用是派發予參加越戰的美軍士兵。氯胺酮除麻醉作用外，亦因其鎮痛作用強，直至目前仍受廣泛應用。目前本藥也被獸醫廣泛使用，并在發展中國家作麻醉劑使用。
氯胺酮在1970年代普遍作為精神科藥物及科研對象，直到1978年達到頂峰後，開始有科學家發表服用氯胺酮後的中毒現象報告，當中包括美國醫生及神經科學家約翰·立利等。接近20世紀末，氯胺酮的應用開始變質，而成為狂野派對及其他類似活動裡常用的迷幻藥物。各國開始管制氯胺酮的使用，並將其列為管制藥物。當中包括美國、英國及加拿大、中国等。
氯胺酮的抗憂鬱作用於2000年被意外發現，這一突破被廣泛認為是過去半個多世紀以來在憂鬱症治療領域最為重要的進展。這項發現不僅點燃科學界對利用NMDA受體拮抗劑治療憂鬱症的熱情，更根本改變抗憂鬱藥物研究與開發的重心。

## 研究
目前，科學界正積極探索氯胺酮在治療難治性憂鬱症方面的潛在應用。
此外，一項針對大鼠的研究顯示，在極高的濃度下，氯胺酮展現出與伊維菌素和阿苯達唑相近的驅蟲藥效果。

## 獸醫用途
氯胺酮在獸醫麻醉領域應用廣泛，主要用於貓、狗、兔、大鼠及其他小型動物，以達到麻醉和鎮痛的效果。氯胺酮在馬匹麻醉的誘導和維持階段也扮演重要的角色。此外，它也是麻醉囓齒動物常用藥物混合物"囓齒動物雞尾酒"的關鍵成分之一。